# 西登戶站
西登戶站（日语：／ Nishi-Nobuto eki */?）位於日本千葉縣千葉市中央區登戶，是京成電鐵千葉線的鐵路車站。車站編號是KS57。

## 歷史
車站位於住宅區內，過去曾是千葉海岸的最近車站，有許多來自東京的戲水客。車站東側在千葉線開通後開發為別墅地。
- 1922年（大正11年）3月8日 - 車站啟用，當時稱為千葉海岸站。

- 1967年（昭和42年）4月1日 - 車站改稱為西登戶站。

## 車站構造
本站是相對式月台2面2線地面車站。站房位於上行線（京成津田沼站方向）月台側，兩月台間有站內天橋。
| 月台 | 路線   | 方向 | 目的地                              |
| ---- | ------ | ---- | ----------------------------------- |
| 1    | 千葉線 | 下行 | 津田沼、上野、 成田機場、松戶線方向 |
| 2    | 千葉線 | 上行 | 千葉中央、千原台方向                |

## 使用情況
2017年度一日平均上下車人次為2,631人，京成線內69個車站當中排行第64位。
近年一日平均上車人次推移如下表。
| 年度               | 一日平均 上下車人次 | 一日平均 上車人次 |
| ------------------ | ------------------- | ----------------- |
| 2003年（平成15年） | 1,875               | 934               |
| 2004年（平成16年） | 2,003               | 973               |
| 2005年（平成17年） | 2,061               | 994               |
| 2006年（平成18年） | 2,058               | 996               |
| 2007年（平成19年） | 2,143               | 1,042             |
| 2008年（平成20年） | 2,155               | 1,054             |
| 2009年（平成21年） | 2,213               | 1,084             |
| 2010年（平成22年） | 2,222               | 1,091             |
| 2011年（平成23年） | 2,143               | 1,050             |
| 2012年（平成24年） | 2,184               | 1,069             |
| 2013年（平成25年） | 2,323               | 1,138             |
| 2014年（平成26年） | 2,413               |                   |
| 2015年（平成27年） | 2,504               |                   |
| 2016年（平成28年） | 2,577               |                   |
| 2017年（平成29年） | 2,631               |                   |

## 車站周邊
車站位於住宅區內。千葉街道對向是大型團地。
本站步行六分鐘左右可至東日本旅客鐵道（JR東日本）西千葉站。西千葉站站前商業活動較為興盛，兩站呈現十分不同的風貌。請參照西千葉站周邊。

### 春日一丁目、汐見丘町方向（山側）
- 慶應Seminar

### 登戶四丁目方面（剪票口、海側）
- 國道14號（千葉街道）
- 千葉登戶郵局
- 千葉興業銀行（日语：千葉興業銀行）總行 - 美濱區幸町二丁目
- jms（日语：タクティー） - 美濱區幸町一丁目

## 站名
雖然站名冠上「西」，但本站周邊並沒有「登戶站」。此外，神奈川縣川崎市多摩區JR東日本南武線、小田急電鐵小田原線登戶站但念法是｢のぼりと｣，也與本站不同。

## 相鄰車站
京成電鐵
 千葉線
綠台（KS56）－西登戶（KS57）－新千葉（KS58）

## 外部連結
- 西登戶｜電車與車站資訊｜京成電鐵
- 西登戶站PDF - 京成電鐵